# Chachacomani (Oruro)
Chachacomani ist eine Ortschaft im Departamento Oruro im Hochland des südamerikanischen Anden-Staates Bolivien.

## Lage im Nahraum
Chachacomani ist zentraler Ort des Kanton Chachacomani, einem von drei Kantonen des Municipios Turco in der Provinz Sajama. Chachacomani liegt am Westrand des Departamentos Oruro auf einer Höhe von 4249 m zwölf Kilometer von der chilenischen Grenze entfernt, am linken nördlichen Ufer des Río Chohokho, der südöstlich der Ortschaft in den Río Sajama mündet. Westlich von Chachacomani in einer Entfernung von zehn Kilometern liegt der Stratovulkan Acotango, der mit einer Höhe von 6052 m zur Quimsachata-Vulkangruppe gehört.

## Geographie
Chachacomani liegt auf dem bolivianischen Altiplano an den östlichen Hängen der Anden-Gebirgskette der Cordillera Occidental. Die Region weist ein typisches Tageszeitenklima auf, bei dem die mittlere Schwankung der Tagestemperaturen stärker ausfällt als die mittleren jahreszeitlichen Schwankungen.
Die mittlere Durchschnittstemperatur der Region liegt bei etwa 5 °C, der Jahresniederschlag beträgt nur etwa 200 mm (siehe Klimadiagramm Tambo Quemado). Die Monatsdurchschnittstemperaturen schwanken nur unwesentlich zwischen 1 °C im Juni/Juli und gut 6 °C von November bis März. Die Monatsniederschläge liegen unter 10 mm von April bis Oktober und erreichen ihr Maximum in den Monaten Dezember bis März.

## Verkehrsnetz
Chachacomani liegt in einer Entfernung von 274 Straßenkilometern westlich von Oruro, der Hauptstadt des gleichnamigen Departamentos.
Von Oruro aus führt die 169 Kilometer lange unbefestigte Nationalstraße Ruta 31 in westlicher Richtung über La Joya nach Curahuara de Carangas. Sie trifft direkt nördlich von Curahuara auf die asphaltierte Ruta 4, die aus dem 96 Kilometer entfernten Patacamaya kommt, einer Stadt an der Ruta 1, auf halbem Wege zwischen dem Regierungssitz La Paz und Oruro. Von Curahuara aus führt die Ruta 4 über 93 Kilometer in südwestlicher Richtung bis Tambo Quemado, dem Grenzort an der chilenischen Grenze. Direkt vor der Tankstelle am Ortseingang zweigt eine unbefestigte Landstraße in südlicher Richtung ab und erreicht nach zwölf Kilometern Chachacomani.

## Bevölkerung
Die Einwohnerzahl der Ortschaft hat sich in dem Jahrzehnt zwischen den letzten beiden Volkszählungen verringert:
| Jahr | Einwohner | Quelle       |
| ---- | --------- | ------------ |
| 1992 | 124       | Volkszählung |
| 2001 | 103       | Volkszählung |
| 2012 | 168       | Volkszählung |
| 2024 |           | Volkszählung |

Die Region weist einen hohen Anteil an Aymara-Bevölkerung auf, in der Provinz Sajama sprechen 90,4 Prozent der Bevölkerung Aymara.